# Mūku Sala
Mūku Sala är en ö i Lettland.   Den ligger i kommunen Riga, i den centrala delen av landet.